# Jüdischer Friedhof Stockerau

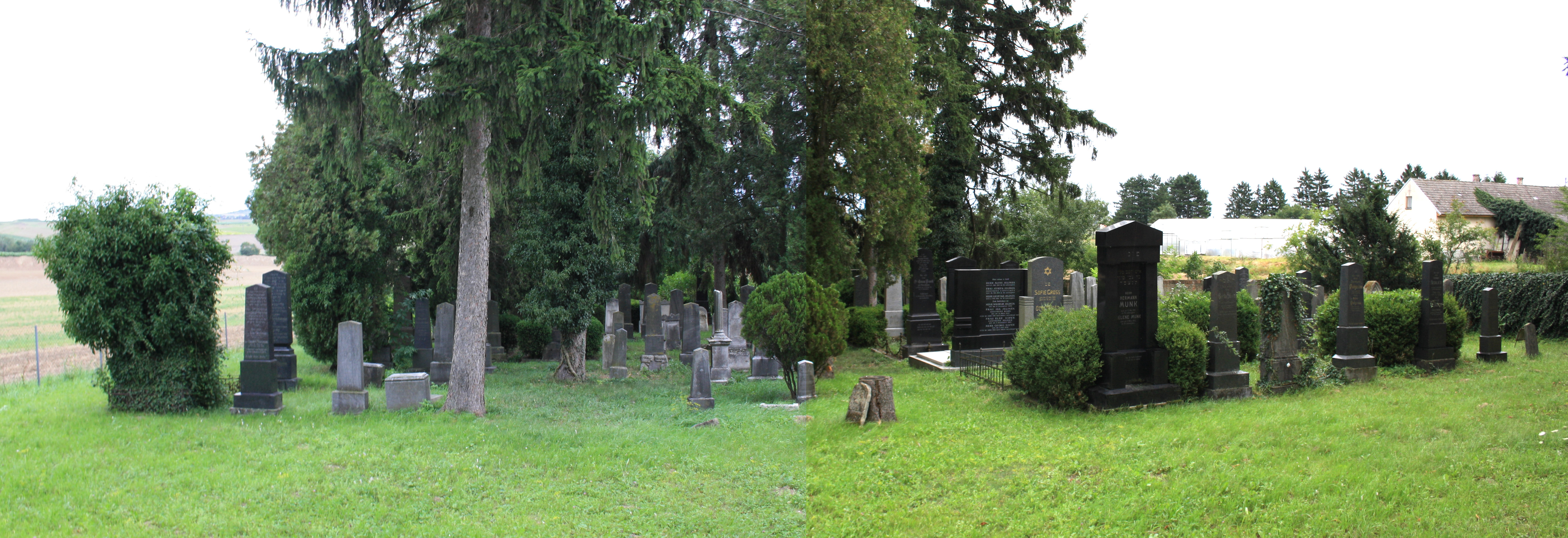
Jüdischer Friedhof in Stockerau

Der Jüdische Friedhof in der Stadtgemeinde Stockerau in Niederösterreich wurde 1874 errichtet. Der jüdische Friedhof, an der Schießstattgasse gelegen, steht unter Denkmalschutz.

## Geschichte
Das 1823 m² große Areal wurde 1874 vom örtlichen Minjan-Verein angekauft, um einen Friedhof zu gründen. Auf dem Friedhof befinden sich 136 Gräber und ein Massengrab, in dem sechs jüdische Zwangsarbeiter begraben sind. Davon sind fünf namentlich unbekannt. Der sechste ist Samuel Feldheim, ehemaliges Vorstandsmitglied der israelitischen Kultusgemeinde in Szeged. 1896 wurde der Friedhof vergrößert. 2016 wurde der Friedhof instand gesetzt.